# 690
Cette page concerne l'année 690  du calendrier julien. Pour l'année 690 av. J.-C., voir 690 av. J.-C. Pour le nombre 690, voir 690 (nombre).
L'année 690 est une année commune qui commence un samedi.

## Événements
- 20 février : Adalbert, certainement parent d’Alpaïde, devient comte d’Alsace à la mort de son père Etichon[1].
- 16 octobre : Wu Zetian se proclame « empereur » de Chine (690-705)[2].

- Selon le moine Yi Jing qui visite Sumatra en 690, le royaume malais de Shrîvijaya a conquis le royaume indianisé de Malayu, installé sa capitale à Palembang et adopté le bouddhisme[3].
- Willibrord, moine de Northumbrie, débarque en Frise pour évangéliser les populations autochtones à partir d’Utrecht, sous la protection de Pépin de Herstal[4].
- Le basileus Justinien II transporte des Chypriotes près de Cyzique[5].

## Naissances en 690
- Pelayo, futur roi des Asturies, fils de Favila, un ancien dignitaire de la cour du roi Wisigoth Egica (687-702)[6].
- Charles Martel, futur duc des Francs, né vers 690.

## Décès en 690
- 12 janvier : Benoît Biscop, né en 629, moine northumbrien, fondateur des monastères de Wearmouth et de Jarrow[7].
- 6 mars : Julien de Tolède, archevêque de Tolède.